# Nyctemera leopoldi
Nyctemera leopoldi är en fjärilsart som beskrevs av Willie Horace Thomas Tams 1935. Nyctemera leopoldi ingår i släktet Nyctemera och familjen björnspinnare. Inga underarter finns listade i Catalogue of Life.